# Nazlı Tolga
Nazlı Tolga Brenninkmeyer, ismertebb nevén Nazlı Tolga (Ankara, 1979. november 8.), holland honosított török televíziós műsorvezető, újságíró és tanár.

## Életrajz
Miután 1998. augusztus 31-én újságíróként kezdte karrierjét a Kanal D -ben, 2003-ban újságíró diplomát szerzett a Marmara Egyetemen, és a Kanal D (1998-2002), a Show TV (2002-2003) és a Skytürk hírműsorainak házigazdája volt. (2003-2007) és a FOX (2007. szeptember 3-tól 2013. június 14-ig). 2011-ben és 2012-ben a legjobb török műsorvezetőnek, 2013-ban pedig a legsikeresebb török műsorvezetőnek választották.

## Magánélet
2013-ban férjhez ment Lawrence Brenninkmeyer holland üzletemberhez a Szentlélek templomban a Isztambul .
Brazíliai tartózkodása (2013) után jelenleg (2017) Londonban él.
Beszél törökül, portugálul, hollandul és angolul . Van egy nővére és egy lánya.

## TV-műsorokat vezetett
- Kanal D, Gece Haberleri ( Kanal D 1998-2002),
- Nazlı Tolga ile Haber Masası (Skyturk 2004-2007 szeptemberében),
- Show Haber (2002-2003),
- FOX ON Ana Haber (2008-2010),
- Nazlı Tolga ile Fox Ana Haber (2007. szeptember - 2013. június 14.)

## Jegyzet
1. ↑  Nazli Tolga Brenninkmeyer (angol nyelven). [2018. december 31-i dátummal az eredetiből archiválva]. (Hozzáférés: 2022. május 25.)
2. ↑  Nazli Tolga (angol nyelven). [2019. május 31-i dátummal az eredetiből archiválva]. (Hozzáférés: 2022. május 25.)
3. ↑  Ünlü sunucu Nazlı Tolga anne oldu! (török nyelven)